# Naegleria lustrarea
A Naegleria lustrarea szabadon élő amőbák faja a Heterolobosea kládban. 2024-ben írták le egy arkansasi szalamandra emésztőrendszeréből. Ostoros amőba, mely képes amőboid állapotból ostorossá alakulni. Nem ismert, hogy opportunista patogén-e, de ha igen, nem veszélyezteti jelentősen a homeoterm állatokat, mivel 6 óránál nem él tovább 37 °C-on túl.

## Etimológia
A lustrarea fajjelző az átmegy ige latin származéka, mivel ismeretlen, hogy a szalamandrák emésztőrendszerének aktív lakója, vagy csak áthalad rajta.

## Taxonómia
A Naegleria lustrareát egészséges arkansasi nőstény Ambystoma annulatumból izolálták. A székletmintákat agarlemezre tették Escherichia coli-ágyon. E lemezt az amőbák táplálkozása kezdetéig inkubálták, megfelelően izolálták, és mikroszkóppal megfigyelték. DNS-ét szekvenálták, és filogenetikai elemzéssel kimutatták, hogy a Naegleria nemzetség tagja. Brian M. Becker és Jeffrey D. Silberman az amőbákat új faj tagjaiként írta le, az eredményt más kutatókkal együtt a Journal of Eukaryotic Microbiologyban közölte.

## Morfológia
A Naegleria lustrarea egysejtű amőbafaj. A Vahlkampfiidae általános leírásának megfelelően minden sejt egy sejtmagot tartalmaz nagy központi nukleólusszal. Életciklusa során elsősorban amőboid trofozoitaként él, melynek sejtmagja gyűrűs és refraktilis szemcséket tartalmaz. Az amőbák a szubsztráthoz rögzülve állábakkal mozognak, és alkalmanként sejtplazmatöredékeket és hagymaszerű uroidot hagynak maguk mögött. Az amőbák a legtöbb Heterolobosea-fajhoz hasonlóan gyorsan úszó, körte alakú ostoros állapotokká alakulhatnak, melyek – a Discoba ősi állapotához hasonlóan – két egyenlő hosszú ostorral úsznak. Az ostoros sejt sejtmagja elöl, feltehetően az ostorkészülékhez rögzítve van, kontraktilis vakuóluma hátul.
Cisztát képezhet, ez állapotban gömbölyű, a nukleólusz a trofozoitáéhoz hasonlóan a mag közepén van, sejtfala sima.

## Fordítás
Ez a szócikk részben vagy egészben  a   Naegleria lustrarea című angol Wikipédia-szócikk ezen változatának fordításán alapul.  Az eredeti cikk szerkesztőit annak laptörténete sorolja fel. Ez a jelzés csupán a megfogalmazás eredetét és a szerzői jogokat jelzi, nem szolgál a cikkben szereplő információk forrásmegjelöléseként.